# أتينا دائمي
أتينا دائمي (بالفارسية: آتنا دائمی) هِيَ ناشِطَة في مَجال الحُقوق المَدَنِيَّة وحُقوق الطِّفل وحُقوق الإنسان، وسَجينَة سِياسِيَّة إيرانية.

## الإعتقال
اعتُقِلَت أتينا في 22 تشرين الأول/أكتوبر 2014واحتُجِزَت في السجن الانفرادي واستُجوِبَت لِمُدَة 86 يوماً. ثُمَّ نُقِلَت إلى جَناح النِّساء في سجن إيفين. كانَت مُحاكَمَتُها في 15 مارس 2015واتُّهمت بالدعاية والتآمر ضد الأمن القومي وإهانة الزعيم الأعلى علي خامنئي ومؤسس الثورة الإسلاميةروح الله الخميني، حُكم عَلَيها بالسجن لمدة 14 عاماً.
تم إنقاذُها من السجن في 15 شباط/فبراير 2017 وخُفِّضَت عُقوبَتها إلى 7 سنوات في محكمة الاستئناف.

## الإضراب عن الطعام
بَدَأت أتينا إضرابَها عن الطعام في 9 إبريل 2017 حتى الأول من يونيو، وهو إضراب لَم يَسبق لَه مَثيل، حيث استمرّ لمدة 55 يوماً احتجاجاً على الحكم على أفراد أسرتها. وقد كَتَبَت منظمة العفو الدولية رسالة في 17 أيار/مايو 2017 تَطلُب فيها نقل أتينا من السِّجن إلى المستشفى ووصفت ما تَعَرَّضَت لَهُ في السجن. كان نص الرسالة أن أتينا كانت مُضربة عن الطعام لمدة 40 يوماً، عانَت مِن فِقدان الوزن الشديد، الغثيان، القيء، تقلبات ضغط الدم وآلام الكلى.
وحذر الأطباء أنها بحاجة إلى العِلاج الفَوري في المستشفيات، غَيرَ أنَّ السُّلطات في سجن إيفين في طهران رَفَضَت السَّماح بِنَقلِها إلى مستشفى خارج السجن لتلقي العِلاج الطِّبي.